# East Greenville (Pennsylvanie)
East Greenville est un borough situé au nord du comté de Montgomery, en Pennsylvanie, aux États-Unis,. En 2010, il comptait une population de 2 951 habitants, estimée au 1er juillet 2020 à 2 932 habitants. Le borough est incorporé le 6 septembre 1875.

## Démographie
Lors du recensement de 2010, le borough comptait une population de 2 951 habitants. Elle est estimée, en 2020, à 2 932 habitants.

### Source de la traduction
- (en) Cet article est partiellement ou en totalité issu de l’article de Wikipédia en anglais intitulé « East Greenville, Pennsylvania » (voir la liste des auteurs).